# El Cazador (Schiff)
El Cazador („Der Jäger“) war der Name eines spanischen Kriegsschiffes (Brigg), das am 11. Januar 1784 von Veracruz (Mexiko) mit 19 Tonnen spanischer Real-Silbermünzen nach New Orleans, der damaligen Hauptstadt der spanischen Kolonie Louisiana fuhr.
Das Geld sollte dazu dienen die wirtschaftliche Lage in der Kolonie zu stabilisieren. Das Schiff sank jedoch vor der Küste von Louisiana aus unbekannten Gründen. Die wirtschaftliche Lage verschlechterte sich so, dass Spanien gezwungen war die Kolonie im Jahr 1800 an Frankreich zu verkaufen. 
1993 fanden Fischer das Wrack.
Ein Gestaltungsdetail dieser Silbermünzen war eine Quelle der Gestaltung des Dollarzeichens ($).